# Perewalowo (Kaliningrad)

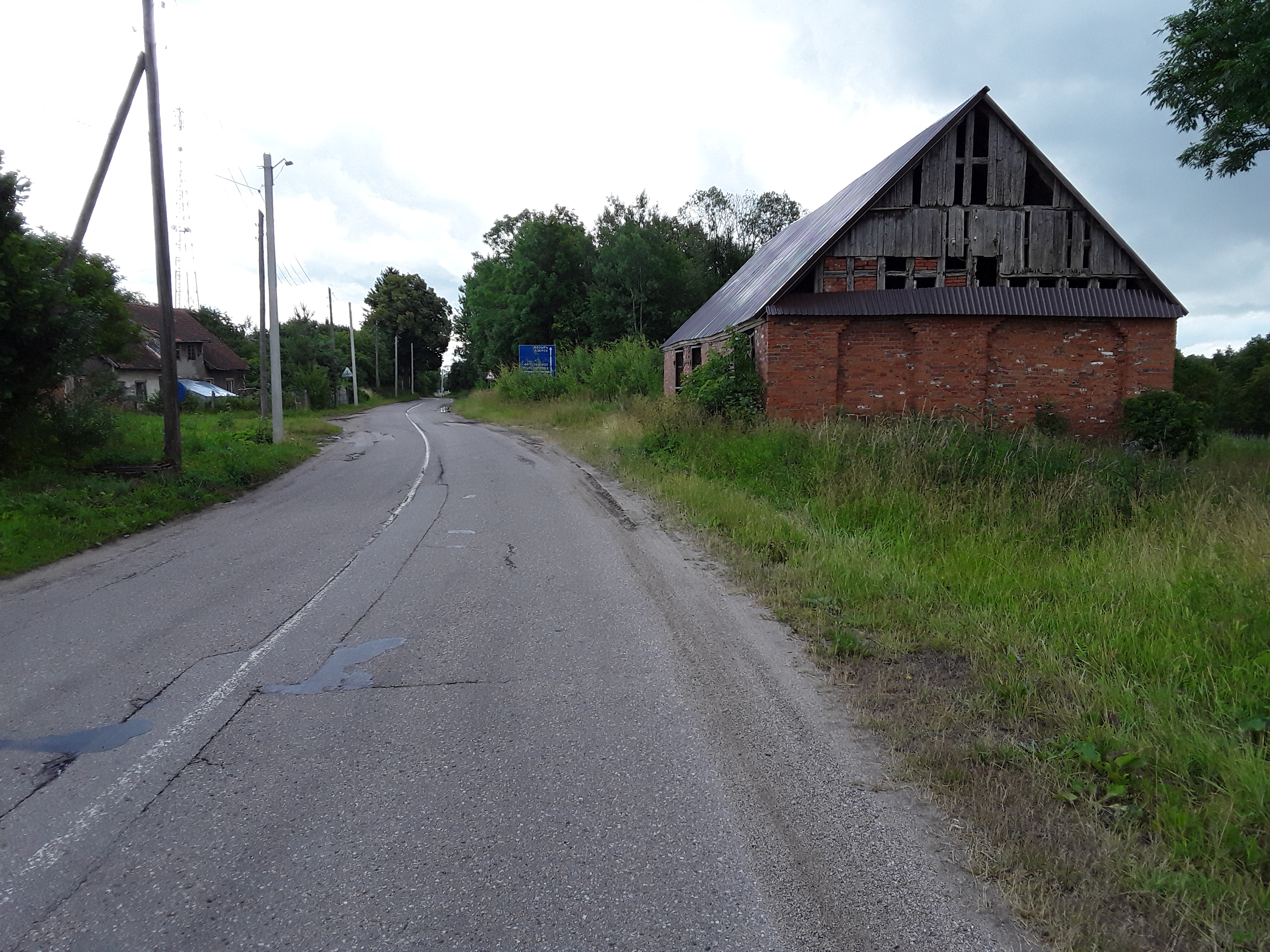
Einstige Ortsmitte des früheren Muldszen: rechts die Scheune des ehemals größten Gasthofes, links die frühere Fleischerei

Perewalowo (russisch Перевалово, deutsch Muldszen/Muldschen, 1938–1945 Mulden) ist ein Ort in der russischen Oblast Kaliningrad. Er liegt im Norden des Rajon Prawdinsk  und gehört zur Mosyrskoje selskoje posselenije (Landgemeinde Mosyr).

## Geographische Lage
Perewalowo grenzt direkt an das südlich verlaufende Flüsschen Aschwöne (Swine, russisch: Putilowka), nördlich vom Ort verläuft parallel dazu die Ilme (russisch: Borodinka). Der Ort liegt 19 Kilometer nördlich der früheren Kreisstadt Gerdauen (heute Schelesnodoroschny) und 28 Kilometer nordöstlich der heutigen Rajonhauptstadt Prawdinsk (Friedland in Ostpr.).

### Verkehr
Durch Perewalowo verläuft die russische Fernstraße R 508 im Abschnitt zwischen Snamensk und Osjorsk. Am östlichen Ortsrand mündet eine Nebenstraße von Sadowoje – an der russischen Fernstraße A 197 gelegen – über Frunsenskoje kommend ein.
Der Ort ist an das öffentliche Linienbusnetz angeschlossen, welches Mulden über die Buslinie 536к Kaliningrad–Mosyr (Königsberg–Klein Gnie) in beide Richtungen jeweils bis zu dreimal täglich mit der Hauptstadt der Oblast verbindet.
Eine Bahnanbindung besteht nicht mehr, seit der Personenverkehr auf dem russischen Streckenabschnitt der Bahnstrecke Toruń–Tschernjachowsk (Thorn–Insterburg) mit der 8 Kilometer entfernten Bahnstation Mosyr-Nowy (ehem. Bahnhof Klein Gnie) im Jahre 2009 eingestellt wurde.

## Geschichte
Der einstmals Muldszen genannte Ort wurde um 1600 von dem Amtshauptmann von Insterburg und späteren Landhofmeister Wolfgang Heinrich Erbtruchsess Freiherr zu Waldburg (aus dem Haus Waldburg-Capustigall) angelegt und als neues Kirchspiel von Insterburg abgetrennt. Der älteste bekannte Ortsname ist Mülschey und wurde im Jahr 1592 belegt. Spätere Schreibweisen waren Molotschen nach 1601, Moldtschen nach 1644, Moldszen vor 1785 sowie Muldzen nach 1820. Von 1874 bis 1945 war Muldszen Sitz und namensgebender Ort eines neu errichteten Amtsbezirks, dem anfangs 20 kommunale Einheiten angegliedert waren und der zum Landkreis Gerdauen im Regierungsbezirk Königsberg der preußischen Provinz Ostpreußen gehörte.
Im Jahre 1910 zählte Muldszen 362 Einwohner. Am 30. September 1928 wurden die drei Gutsbezirke Berszlack (1938–1945 Bärlack, später russisch: Narwskoje), Klein Astrawischken (1938–1945 Ilmengrund, später russisch: Morosowka) und Nubertshöfen (später russisch: Obuchowo) sowie die vier Landgemeinden Escherwalde (später russisch: Lemechowo), Gomischken (1938–1945 Gomingen, später russisch: Dalneje), Groß Szemblonen (1936–1945 Groß Schemblonen) und Kiauken (1938–1945 Kauken, später russisch: Molodzowo) nach Muldszen eingemeindet. Die Einwohnerzahl stieg bis 1933 auf 928 und betrug 1939 noch 894.
Am 12. Februar 1936 änderte sich die Namensschreibweise von Muldszen in „Muldschen“, und am 3. Juni 1938 (mit amtlicher Bestätigung vom 16. Juli 1938) wurde der Ort in „Mulden“ umbenannt.
Infolge des Zweiten Weltkrieges kam der Ort mit dem nördlichen Ostpreußen zur Sowjetunion und erhielt 1947 den neuen Namen „Perewalowo“. Bis 2009 war Perewalowo innerhalb der russischen Oblast Kaliningrad in den Nowo-Bobruiski sowjet (Dorfsowjet Nowo-Bobruisk (Ilmsdorf)) eingegliedert und ist seither – basierend auf einer Struktur- und Verwaltungsreform – eine von 25 als „Siedlungen“ (possjolok) eingestufte Ortschaften innerhalb der Mosyrskoje selskoje posselenije (Landgemeinde Mosyr) im Rajon Prawdinsk.
Die höchste Einwohnerzahl erreichte das ehemalige Mulden im Jahr 1939 mit 894 gemeldeten Personen. Gegenüber den Einwohnerzahlen der Jahre 1905 (398 Einwohner) und 1910 (362 Einwohner) hat sich diese Zahl 1939 mehr als verdoppelt. Zu begründen ist das Wachstum jedoch überwiegend mit den Eingemeindungen in den 1930er Jahren.
Die im Jahr 1935 etwa 500 Meter westlich der Kirche erbauten acht Siedlungshäuser bildeten die sogenannte Siedlung Mulden und waren bis Kriegsende Teil des Ortes. Nach dem Krieg wurde die Siedlung vom Ort abgetrennt und trägt heute den Namen Bystrjanka (Kaliningrad).

### Amtsbezirk Muldszen/Mulden
Am 9. April 1874 wurde aus 17 Landgemeinden und drei Gutsbezirken der Amtsbezirk Muldszen (ab 12. Februar 1936 offiziell „Amtsbezirk Muldschen“, ab 8. November 1938 dann „Amtsbezirk Mulden“ genannt) errichtet:
| Name (bis 1947/1950)                             | Russischer Name | Bemerkungen                                          |
| ------------------------------------------------ | --------------- | ---------------------------------------------------- |
| Landgemeinden:                                   |                 |                                                      |
| Budwischken 1938–1945: Oberndorf                 | Linjowo         | 1928 in die Landgemeinde Schönlinde eingegliedert    |
| Escherwalde                                      | Lemechowo       | 1928 in die Landgemeinde Muldszen eingegliedert      |
| Gomischken 1938–1945: Gomingen                   | Dalneje         | 1928 in die Landgemeinde Muldszen eingegliedert      |
| Gräbenswalde                                     | Pereleski       | 1893 in die Landgemeinde Groß Potauern eingegliedert |
| Groß Potauern                                    | Perekrjostki    |                                                      |
| Groß Szemblonen 1936–1945: Groß Schemblonen      | --              | 1928 in die Landgemeinde Muldszen eingegliedert      |
| Ilmsdorf                                         | Nowo-Bobruisk   |                                                      |
| Jodeglienen 1938–1945: Wiedenau                  | --              | 1928 in die Landgemeinde Schönlinde eingegliedert    |
| Juganeusaß 1938–1945: Odertal                    | Jurowo          |                                                      |
| Kiauken 1938–1945: Kauken                        | Molodzowo       | 1928 in die Landgemeinde Muldszen eingegliedert      |
| Kiehlendorf                                      | Tichoje         |                                                      |
| Klein Szemblonen 1936–1945: Klein Schemblonen    | --              | 1912 in den Gutsbezirk Nubertshöfen eingegliedert    |
| Muldszen 1936–1938: Muldschen, 1938–1945: Mulden | Perewalowo      |                                                      |
| Petrineusaß                                      | Luschki         |                                                      |
| Schönlinde                                       | Linjowo         |                                                      |
| Sokallen                                         | Perowo          | 1928 in die Landgemeinde Werschen eingegliedert      |
| Werschen                                         | Werschiny       |                                                      |
| Gutsbezirke:                                     |                 |                                                      |
| Berszlack 1938–1945: Bärlack                     | Narwskoje       | 1928 in die Landgemeinde Muldszen eingegliedert      |
| Klein Astrawischken 1938–1945: Ilmengrund        | Morosowka       | 1928 in die Landgemeinde Muldszen eingegliedert      |
| Nubertshöfen                                     | Obuchowo        | 1928 in die Landgemeinde Muldszen eingegliedert      |

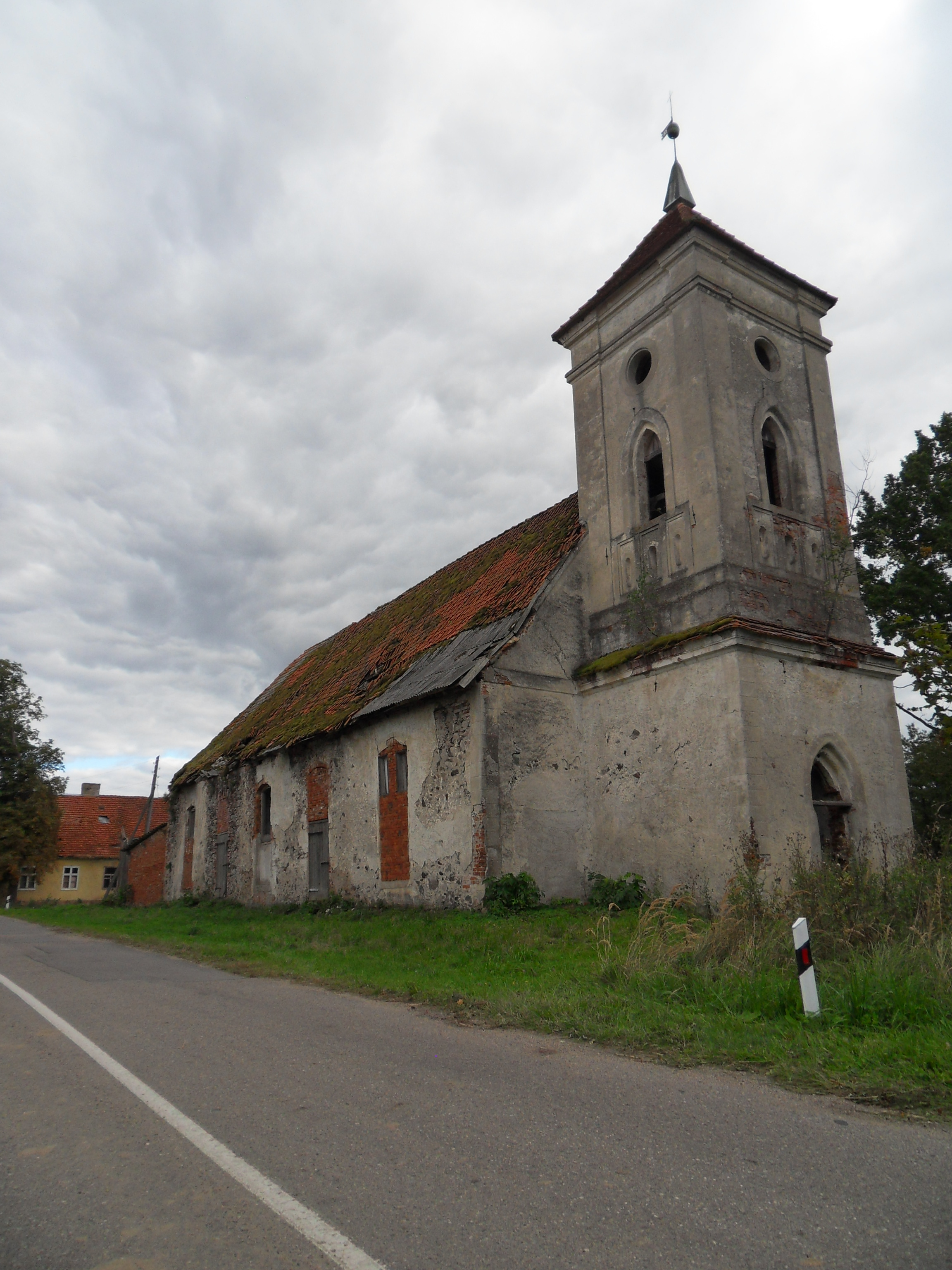
Ehem. evangelische Kirche Mulden im Jahr 2018 mit Pfarrhaus im Hintergrund

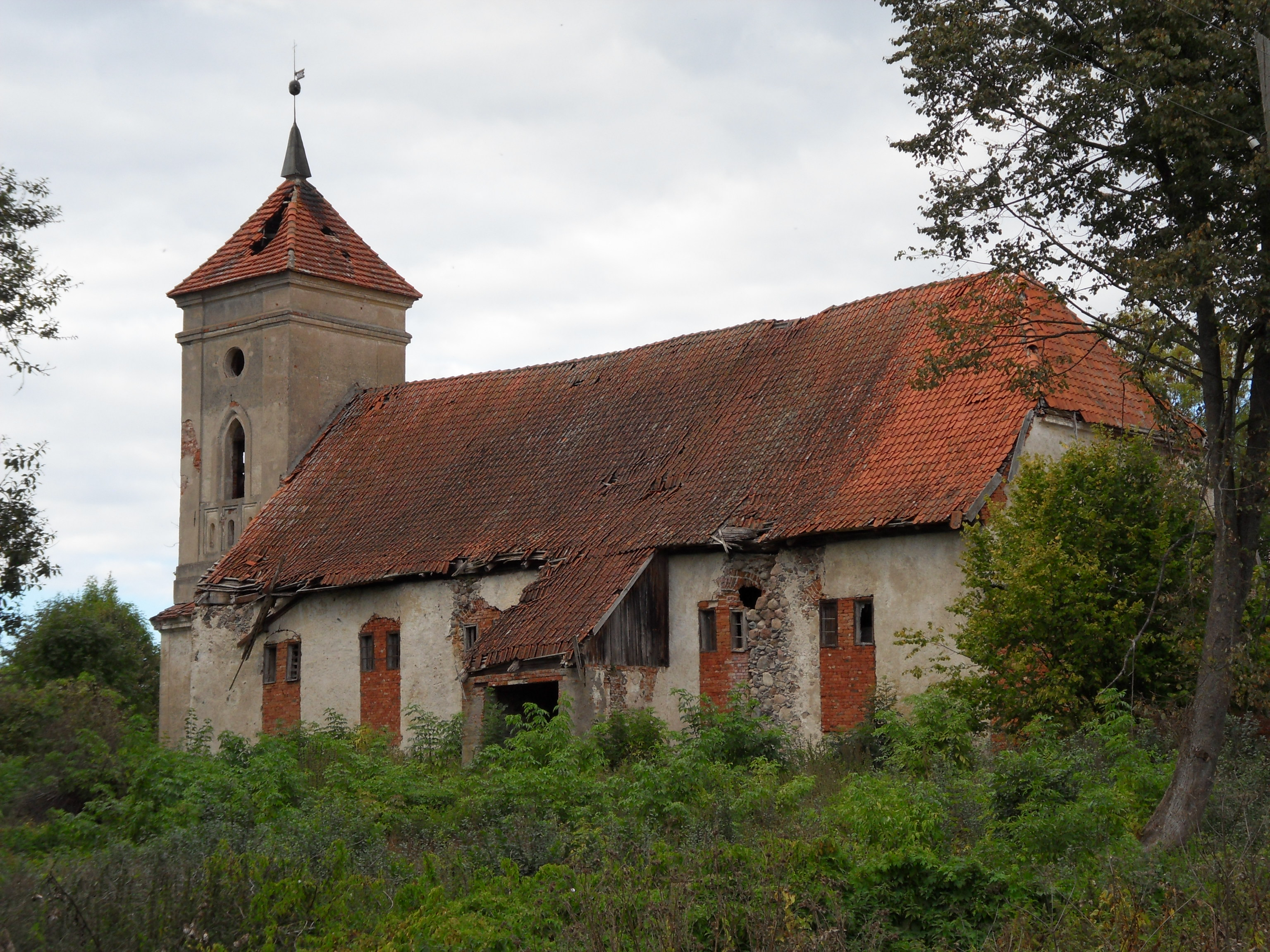
Ehem. evangelische Kirche Mulden 2018

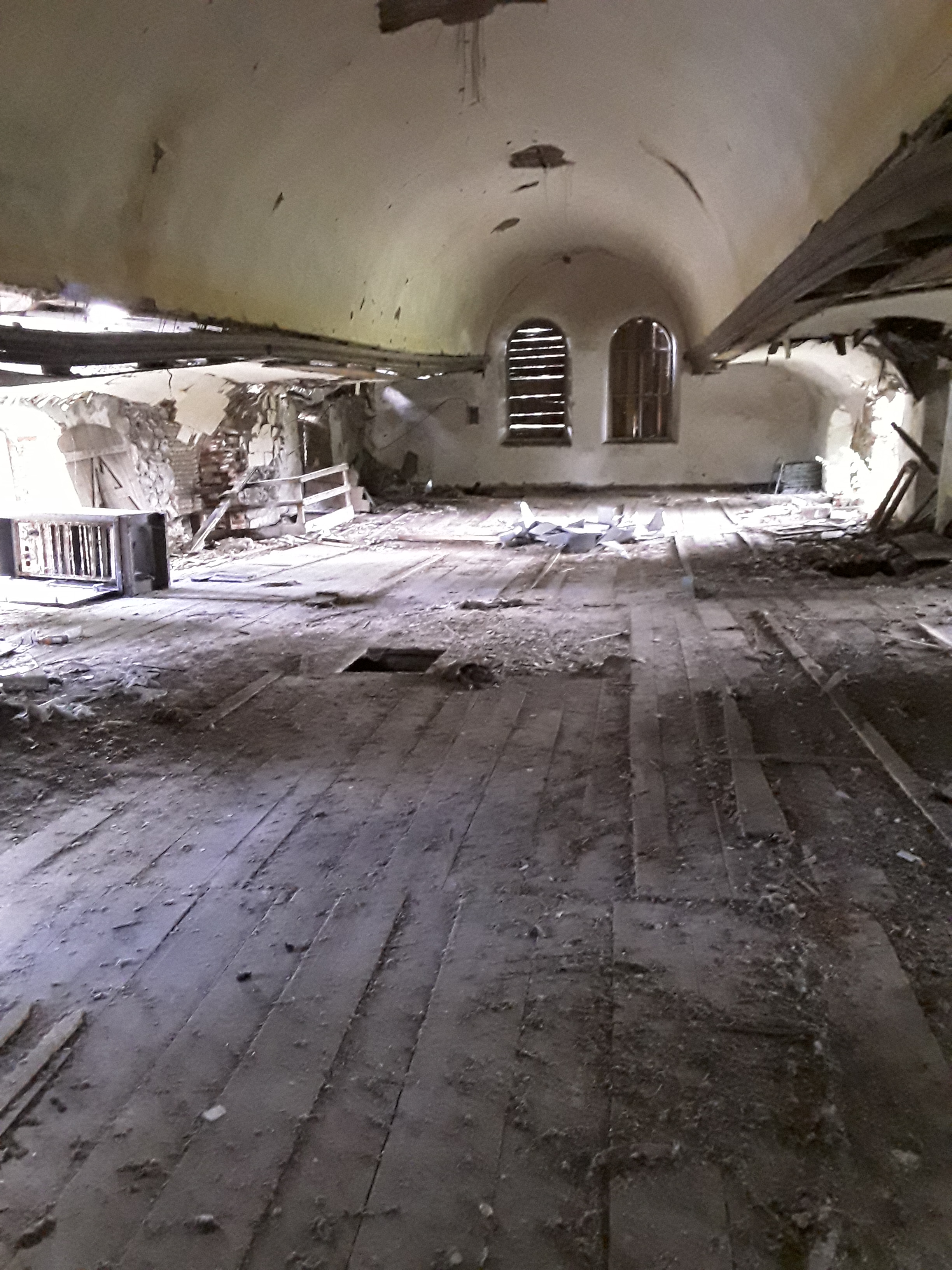
Innenansicht der Kirche Muldzsen / Mulden 2018

Am 1. Januar 1945 gehörten noch acht Gemeinden zum Amtsbezirk Mulden: Groß Potauern, Ilmsdorf, Juganeusaß, Kiehlendorf, Mulden, Petrineusaß, Schönlinde und Werschen.

## Kirche

### Kirchengebäude

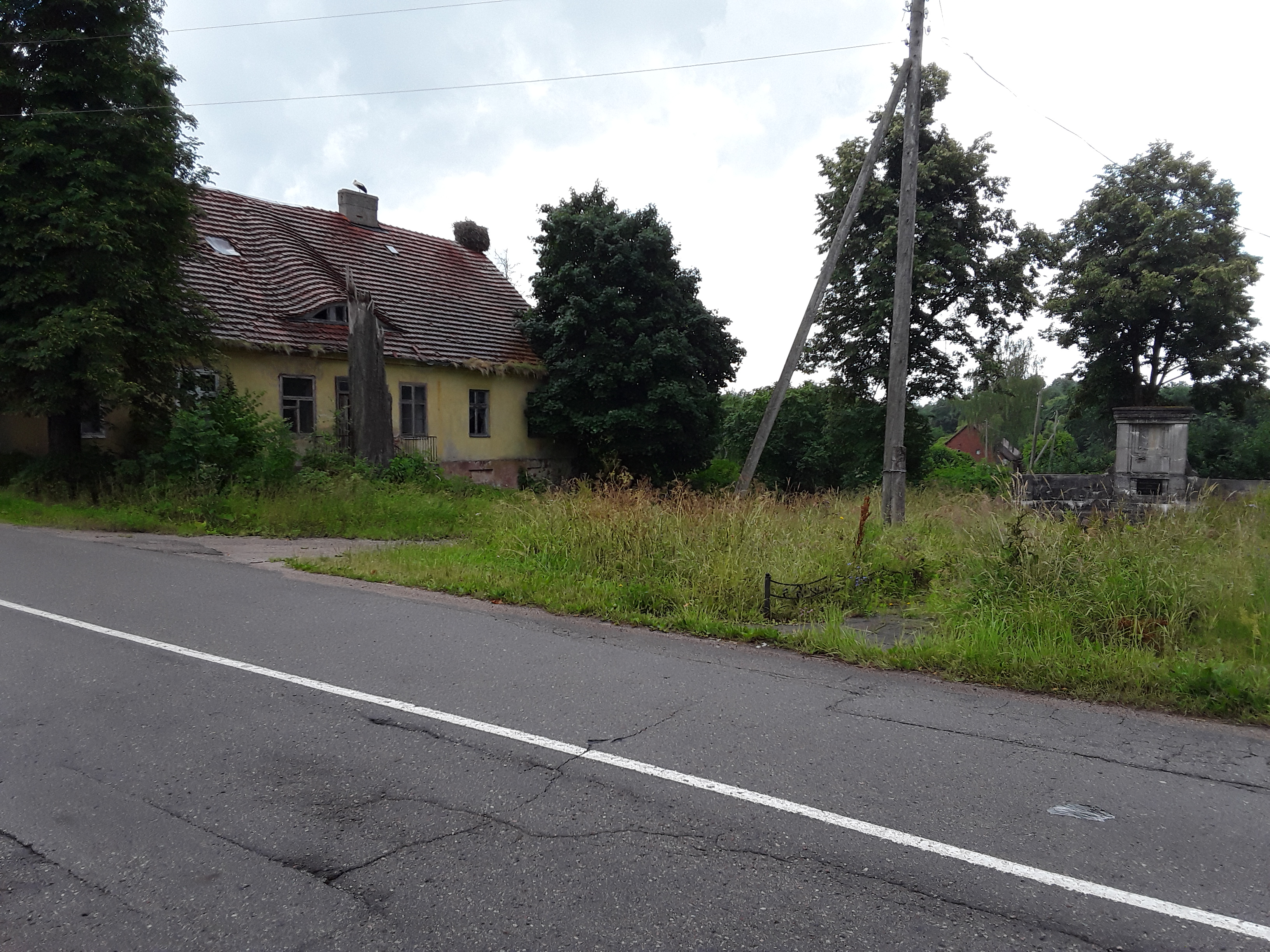
Muldszen / Mulden: ehemaliges Pfarrhaus und Kriegerdenkmal aus dem 1. Weltkrieg

Wahrscheinlich stand schon zum Ende des 16. Jahrhunderts in Muldszen eine Kapelle in einfacher Holzbauweise. Die erste Kirche wurde 1603 im Fachwerkstil errichtet.
Im Jahre 1808 wurde diese Kirche durch einen Steinbau ersetzt. Es handelte sich dabei im Grundriss um ein längliches Viereck, das im Westen durch einen quadratischen Turm abgeschlossen war. Der Turm überragte nur wenig das Kirchenschiff. Hohe rechteckige Fenster mit Bleiverglasung ließen Licht in das Kircheninnere, durch das sich lange Emporen an der Nord- und Südseite zogen. Der Kanzelaltar stand im Osten, und auf der Westempore die Orgel.
In den 1930er Jahren wurde noch eine Warmluftheizung eingebaut und das Gestühl umgebaut. Die zweimanualige Orgel erhielt damals elektrischen Antrieb.
Nach 1945 wurde das Gotteshaus unter anderem als Lagerhalle zweckentfremdet und die Fenster wurden zugemauert. Lediglich die Wetterfahne von 1808 ist erhalten geblieben. Im Kirchengebäude selber wurde eine hölzerne Zwischendecke eingezogen. Im Jahr 2015 wurde die Kirche als Lagerhalle bereits aufgegeben und ist seitdem dem Verfall preisgegeben. Das bis vor wenigen Jahren noch fast intakte Dach wies seit 2010 bereits schwere Schäden auf, die Stuckdecke im Innenraum begann sich ebenfalls zu senken. Anfang 2020 brach der Dachstuhl des Kirchenschiffs zusammen, wodurch das Gebäude nunmehr eine Ruine ist.

### Kirchengemeinde
Die Kirchengemeinde Muldszen/Mulden – der Ort war seit Bestehen mehrheitlich evangelischer Konfession – mit seinem weitflächigen Kirchspiel wurde 1601 gegründet. Bis dahin kam alle zwei Wochen ein Pfarrer aus Insterburg per Pferd durch die Große Wildnis zur Beichte am Sonnabend und zum Gottesdienst am Sonntag.
Der Pfarrsprengel Muldszen war mit 40 Orten das größte Kirchspiel im Landkreis Gerdauen und umfasste den nördlichen Teil des Kreisgebietes. Im Norden grenzte es an den Staatsforst, in nordwestlicher Richtung an den Landkreis Wehlau und in nordöstlicher Richtung an den Landkreis Insterburg.
Bis 1945 war das Kirchspiel Muldszen/Mulden in den Kirchenkreis Gerdauen  innerhalb der Kirchenprovinz Ostpreußen der Kirche der Altpreußischen Union eingegliedert.
Heute liegt Perewalowo – wie bereits im 16. Jahrhundert! – wieder im Einzugsgebiet der Kirchengemeinde in Tschernjachowsk, die sich in den 1990er Jahren neu formiert hat. Sie gehört zur ebenfalls neu errichteten Propstei Kaliningrad innerhalb der Evangelisch-Lutherischen Kirche Europäisches Russland (ELKER).

### Kirchspielorte
Zum Kirchspiel Muldszen/Mulden gehörten bis 1945:
| Name (bis 1947/1950)                        | Russischer Name |  | Name (bis 1947/1950)                      | Russischer Name |
| ------------------------------------------- | --------------- |  | ----------------------------------------- | --------------- |
| Berszlack 1938–1945: Bärlack                | Narwskoje       |  | Klein Astrawischken 1938–1945: Ilmengrund | Morosowka       |
| Bokellen                                    | Frunsenskoje    |  | Klein Ilmsdorf                            | Ochotnitschje   |
| Budwischken 1938–1945: Oberndorf            | Bystrjanka      |  | Klein Potauern                            | Solowjowo       |
| Eberswalde                                  | NN.             |  | Klein Schönlinde                          | NN.             |
| Eschengrund Kreis Insterburg                | NN.             |  | Klein Szemblonen                          | NN.             |
| Escherwalde                                 | Lemechowo       |  | Lönkendorf                                | Prudki          |
| Gomischken 1938–1945: Gomingen              | Dalneje         |  | Mauenfelde                                | Kljutschi       |
| Gräbenswalde                                | Pereleski       |  | Mauenwalde                                | Metschnikowo    |
| (Groß) Astrawischken 1938–1945: Astrau      | Krasnoje        |  | Miggenthal                                | Mendelejowo     |
| Groß Potauern                               | Perekrjostki    |  | Neu Astrawischken 1938–1945:Neu Astrau    | NN.             |
| (Groß) Schönlinde                           | Linjowo         |  | Nubertshöfen                              | Obuchowo        |
| Groß Szemblonen 1936–1945: Groß Schemblonen | NN.             |  | Pempienen 1938–1945: Hufenwald            | NN.             |
| Grüntann                                    | Lasarewo        |  | Petrineusaß                               | Luschki         |
| Ilmsdorf                                    | Nowo-Bobruisk   |  | Reimerischken 1938–1945: Reimershof       | Tumanowo        |
| Jodeglienen 1938–1945: Wiedenau             | NN.             |  | Rosenthal                                 | Schelesnowo     |
| Juganeusaß 938–1945: Odertal                | Jurowo          |  | Schneiderin                               | Bejosowka       |
| Kiauken 1938–1945: Kauken                   | Molodzowo       |  | Sokallen                                  | Perowo          |
| Kiehlendorf                                 | Tichoje         |  | Werschen                                  | Werschiny       |

### Pfarrer
Zwischen 1601 und 1945 amtierten in Muldszen/Mulden 24 Geistliche:
| - Paul Hoffmann, 1601–1606 - Jacob Malichius, 1606–1607 - Andreas Sperber, 1608–1618 - Johann Dembovius, 1618–1619 - Gregorius Kewnick, 1620–1626 - Gabriel Fuchs, 1626–1637 - George Regge, 1637–1650 - Melchior Ditzel, 1649–1653 - Johann Arendt, 1653–1664 - Johann Titius, 1664–1686 - Friedrich Stein, 1686–1737 - Gottfried Schumacher, 1737–1786 | - Daniel Wahl, 1787–1796 - George Benjamin Kuwert, 1796–1832 - Johann Heinrich Nadrowski, 1833–1847 - Carl Ludwig Hesse, 1848–1869 - Carl Wilhelm Schieritz, 1869–1893 - Wilhelm Depner, 1893–1902 - Gustav Liedtke, 1903–1909 - Ludwig Rosenow, 1909–1916 - Fritz Penschuk, 1917–1925 - Ernst Wenger, 1925–1930 - Oskar Foellmer (Superintendent), 1931–1941 - Ludwig Friedrich Theodor Eicke, 1943–1945 |

## Weitere Sehenswürdigkeiten
In Perewalowo sind östlich neben der Kirche das frühere Pfarrhaus sowie das Kriegerdenkmal zu Ehren der Gefallenen des Ersten Weltkrieges, allerdings ohne Inschriftentafel, erhalten. 2012 wurde ein gepflasterter Weg von der Straße zum Denkmal angelegt.
Mulden verfügte über zwei Friedhöfe. Der ehemalige Friedhof nördlich des Dorfes wurde in einem kleinen Wäldchen angelegt. Hier sind noch einige wenige alte deutsche Grabsteine mit Inschriften und eine Vielzahl von Grabeinfassungen, teils beschriftet, zu finden. Der Friedhof ist als solcher nicht mehr auf den ersten Blick zu erkennen. Grabschändungen (ausgehobene Gräber) und zerstörte Grabsteine und Grabeinfassungen prägen diese Stelle. Vom einstigen Friedhof direkt an der Kirche sind abgesehen vom Kriegerdenkmal und Resten der Kirchhofmauer, welche zum Teil in einen später errichteten Kirchenanbau integriert wurde, keine Spuren mehr zu finden (Stand September 2012).

## Gegenwärtiger Zustand des Ortes
Vergleicht man den Gebäudebestand des heutigen Perewalowo mit dem des alten Mulden bei Kriegsende, wird deutlich, dass vom alten Mulden nur noch ein Bruchteil der alten Bausubstanz erhalten ist. Der Ort erstreckte sich vor dem Krieg auf einer Gesamtlänge von rund 900 Metern Länge (ohne Berücksichtigung der noch erhaltenen Siedlung Mulden) entlang der Durchfahrtsstraße. Der Ortseingang im Westen befand sich etwa 100 Meter vor der Kirche. Von der westliche Hälfte des Ortes sind, trotz einer Vielzahl von Gebäudeabbrüchen, noch einige Gebäude und Bauwerke erhalten. Es ist jedoch unverkennbar, dass die überwiegend altdeutsche Bausubstanz durchgängig in einem sehr schlechten Zustand ist. Nur vereinzelt sind Erneuerungen auszumachen. Hervorzuheben ist das (noch) leidlich erhaltene Bauensemble bestehend aus Pfarrhaus, Kirche und Kriegerdenkmal. 400 Meter hinter der Kirche in Richtung Osten scheint zunächst der Ortsausgang erreicht zu sein. Tatsächlich befand sich hier früher die Mitte des Ortes und sozusagen das Zentrum des Dorfes. Doch ist vom östliche Teil des Ortes faktisch nichts mehr erhalten geblieben. Den östlichsten Punkt des Ortes markierte damals in etwa die Straßengabelung nach Klein Gnie und Bokellen. Dieser Punkt liegt inzwischen gut 500 Meter östlich vom jetzigen Ortsausgang.
Von dem 400 Meter südlich der Kirche gelegenen Ortsteil Szemblonen (nach 1938 Schemblonen) ist nichts mehr erhalten. Die letzten Gebäude wurden in den 1990er Jahren abgetragen. Ebenfalls nicht mehr existent sind die Ortsteile Gut Bärslack, Rosenthal, Lehmhöfel, Escherwalde, Gomingen, Kiauken, Gut Nubertshöfen, die Revierförsterei Hufenwald (Pempienen) sowie einige Abbauten unweit des Hauptortes.
Erhalten geblieben dagegen ist die westlich dem Ort vorgelagerte einstige Siedlung Mulden, welche heute einen eigenständigen Ort bildet.

## Schule
Vor 1945 gehörte zu den ein- und zweiklassigen Volksschulen in Muldszen/Mulden auch eine private Mädchenschule, die dem Lehrplan der Insterburger Oberrealschule angepasst war.

## Wirtschaft
Das frühere Mulden bildete bis 1945 eine Art dörfliches Ballungszentrum für die umliegenden Gemeinden. So gab es mehrere öffentlich-rechtliche Einrichtungen wie Standesamt, Volksschule, Postgebäude, eine Außenstelle der Kreisbrandmeisterei, eine Gendarmerie, ein Spritzenhaus sowie eine Arrestzelle. Zudem war Mulden der Sitz des gleichnamigen Kirchspiels. Vor Ort befand sich auch eine Gemeindeschwester sowie eine Hebamme.
Auch ist die Existenz einer Vielzahl von Gewerbebetrieben belegt. So gab es mindestens zwei größere Gastwirtschaften mit Saal, Fremdenzimmervermietungen, zwei Fleischereien, eine Tankstelle (Shell), Kolonialwarengeschäfte, Fuhrgeschäfte, eine Buchhandlung, Drogerie, Geschäfte für Haushaltswaren, Eisenwaren und Kohlen, Bäckerei, Molkerei, Geschäfte für Bekleidung und Kurzwaren, ein Friseurgeschäft, Uhrmacher, Fotograf, Elektro- und Fahrradgeschäft sowie eine Eiersammelstelle. Darüber hinaus gab es eine Schmiede, eine Möbel-, Bau- und Sargtischlerei, Tischlerei, eine Sattlerei, eine Sägemühle mit Windrad, eine Trakehner-Hengststation sowie eine Windmühle.
Nur ganz vereinzelt sind Gebäude der gewerblichen und öffentlichen Einrichtungen noch existent, allerdings dient keines mehr dem ursprünglichen Zweck.

## Persönlichkeiten des Ortes
- Hans Schenk (* 1. Januar 1936 in Muldszen; † 2006), deutscher Olympionike und Bundestrainer der Speerwerfer